# Tanja Hennes
Tanja Hennes, verh. Schmidt-Hennes, (* 30. Juni 1971 in Attendorn) ist eine ehemalige deutsche  Radrennfahrerin.
Tanja Hennes stand von 1999 bis 2008 bei internationalen Radsportteams unter Vertrag. Im Jahr 2000 wurde sie Dritte der Deutschen Meisterschaft im Straßenrennen, 2005 Zweite. 2001 gewann sie die Gesamtwertung des Albstadt-Frauen-Etappenrennens, 2002 wurde sie Zweite. Dreimal gewann sie das Rennen Köln-Schuld-Frechen, 2002, 2003 und 2006. Ihr größter Erfolg war der Sieg bei der Holland Ladies Tour 2005.
Zur Saison 2009 schloss Hennes keinen Fahrervertrag mehr ab und wechselte in die Leitung der Radsport-Abteilung des TV Attendorn. Zudem war sie als Sportliche Leiterin des „Teams Nutrixxion Lady “ tätig. Sie bestreitet weiterhin Radrennen in der Masters-Klasse, gewann unter anderem 2018 das Jedermann-Rennen Rund um Köln.
2010 brachte Tanja Hennes einen Sohn zur Welt.

## Erfolge
2001
- Gesamtwertung und zwei Etappen Albstadt-Frauen-Etappenrennen

2002
- zwei Etappen Albstadt-Frauen-Etappenrennen
- Köln-Schuld-Frechen

2003
- eine Etappe Tour de Feminin – Krásná Lípa
- Köln-Schuld-Frechen

2004
- eine Etappe Vuelta Ciclista Femenina a el Salvador

2005
- Gesamtwertung und Mannschaftszeitfahren Holland Ladies Tour
- eine Etappe Albstadt-Frauen-Etappenrennen
- eine Etappe Tour Dookola Polski

2006
- eine Etappe Trophée d’Or Féminin
- eine Etappe Albstadt-Frauen-Etappenrennen
- Köln-Schuld-Frechen

## Teams
- 2001 Ondernemers van Nature
- 2002 Ondernemers van Nature
- 2005 Buitenpoort-Flexpoint
- 2006 Buitenpoort-Flexpoint
- 2008 Team Specialized Designs For Women